# نيكولا كابيبو
نيكولا كابيبو (بالإيطالية: Nicola Cabibbo)‏ (10 أبريل 1935، روما) - 16 أغسطس 2010 في روما)، عالم . اشتهر بعمله وابحاثه على القوة النووية الضعيفة .